# Douglas Jardel
Douglas Jardel Bittencourt Correa (Santana do Livramento, 30 agosto 1995) è un calciatore brasiliano, attaccante del Miramar Misiones.

## Carriera
Ha iniziato la sua carriera calcistica con la maglia del Tacuarembó, dove ha debuttato il 5 marzo 2016 nell'incontro di Segunda División perso 3-2 contro il Central Español in cui ha anche segnato il suo primo gol. Pochi mesi dopo è stato ceduto in prestito al Boston River in Primera División.
Il 22 giugno 2022 ha segnato il primo gol nella storia della Copa Uruguay, la coppa nazionale istituita per la prima volta proprio quell'anno, su calcio di rigore contro il CSD Copper. A fine stagione ha conquistato con il club la promozione in Segunda División, di cui si è in seguito laureato capocannoniere nella stagione 2023 con 18 reti in 29 presenze.
Il 2024 è stato acquistato dal Miramar Misiones, neopromosso in Primera División.

## Statistiche

### Presenze e reti nei club
Statistiche aggiornate al 30 aprile 2024.
| Stagione        | Squadra          | Campionato      | Campionato | Campionato | Coppe nazionali | Coppe nazionali | Coppe nazionali | Coppe continentali | Coppe continentali | Coppe continentali | Altre coppe | Altre coppe | Altre coppe | Totale | Totale | Totale |
| Stagione        | Squadra          | Comp            | Pres       | Reti       | Comp            | Pres            | Reti            | Comp               | Pres               | Reti               | Comp        | Pres        | Reti        | Pres   | Reti   |        |
| --------------- | ---------------- | --------------- | ---------- | ---------- | --------------- | --------------- | --------------- | ------------------ | ------------------ | ------------------ | ----------- | ----------- | ----------- | ------ | ------ | ------ |
| 2015-2016       | Tacuarembó       | SD              | 14         | 3          |                 | -               | -               |                    | -                  | -                  |             | -           | -           | 14     | 3      |        |
| 2016            | Boston River     | PD              | 7          | 1          |                 | -               | -               |                    | -                  | -                  |             | -           | -           | 7      | 1      |        |
| 2017            | Tacuarembó       | SD              | 25         | 5          |                 | -               | -               |                    | -                  | -                  |             | -           | -           | 25     | 5      |        |
| 2018            | Tacuarembó       | SD              | 20         | 4          |                 | -               | -               |                    | -                  | -                  |             | -           | -           | 20     | 4      |        |
| 2019            | Tacuarembó       | SD              | 11         | 0          |                 | -               | -               |                    | -                  | -                  |             | -           | -           | 11     | 0      |        |
| 2021            | Tacuarembó       | PDA             | ?          | ?          |                 | -               | -               |                    | -                  | -                  |             | -           | -           | ?      | ?      |        |
| 2022            | Tacuarembó       | PDA             | ?          | ?          | CU              | 2               | 2               |                    | -                  | -                  |             | -           | -           | 2+     | 2+     |        |
| 2023            | Tacuarembó       | SD              | 29         | 18         | CU              | 0               | 0               |                    | -                  | -                  |             | -           | -           | 29     | 18     |        |
| 2024            | Miramar Misiones | PD              | 7          | 0          | CU              | 0               | 0               | CS                 | 0                  | 0                  |             | -           | -           | 7      | 0      |        |
| Totale carriera | Totale carriera  | Totale carriera | 113+       | 31+        |                 | 2               | 2               |                    | -                  | -                  |             | -           | -           | 115+   | 33+    |        |

## Palmarès

### Individuale
- Capocannoniere della Segunda División: 1

2023 (18 gol)